# 제21군 (소련)
제21군(러시아어: 21-я армия)은 제2차 세계 대전 기간 동안 존재했던 소련군의 야전군이다. 1차 키예프 전투부터 프라하 공세까지 참전했다. 이후 1945년 5월 9일 해체되었다.